# Pachyteria similis
Pachyteria similis är en skalbaggsart som beskrevs av Conrad Ritsema 1890. Pachyteria similis ingår i släktet Pachyteria och familjen långhorningar. Inga underarter finns listade i Catalogue of Life.